# Punta Sabbioni
Punta Sabbioni is een plaats (frazione) in de Italiaanse gemeente Cavallino-Treporti. Vanaf hier kan men overvaren naar Venetië. Men treft bij de havenpunt een pier aan met daarop een markante vuurtoren.